# قرار مجلس الأمن التابع للأمم المتحدة رقم 1306
قرار مجلس الأمن التابع للأمم المتحدة 1306، الذي اعتمد في 5 يوليو 2000، بعد أن أشار إلى جميع القرارات السابقة بشأن الحالة في سيراليون، ولا سيما القرارات 1132 (1997)، و 1171 (1998)، و 1299 (2000)، قرر المجلس حظر الاستيراد المباشر أو غير المباشر للماس الخام من البلد. تسيطر الجبهة الثورية المتحدة المتمردة على 90 في المائة من المناطق المنتجة للماس في سيراليون، وتستخدم الماس لتمويل عملياتها.
واعتمد القرار 1306 بأغلبية 14 صوتا مقابل لا شيء وامتناع عضو واحد عن التصويت من مالي، وكان في ذلك الوقت أيضا رئيس الجماعة الاقتصادية لدول غرب أفريقيا (إيكوواس) وشعر بأن موقفه لم يؤخذ في الاعتبار في نص القرار.

## القرار
وقد قسم القرار، الذي صدر بموجب الفصل السابع من ميثاق الأمم المتحدة، إلى جزأين لمعالجة الجزاءات المفروضة على الماس وحظر توريد الأسلحة إلى البلد (ولكن ليس الحكومة) المشار إليها في القرار 1171.

### على الماس

#### الملاحظات
وقد غذت تجارة الماس غير المشروعة النزاع في سيراليون، وكان هناك قلق من عبورها إلى البلدان المجاورة، ولا سيما ليبريا. ورحب المجلس بالجهود التي تبذلها صناعة الماس للعمل على وضع نظام أكثر شفافية للاتجار بالماس. وأكد من جديد أن التجارة المشروعة للماس لها أهمية اقتصادية بالنسبة للعديد من البلدان التي لها تأثير إيجابي على الرخاء والاستقرار. ولتحقيق هذه الغاية، لم يكن الهدف من القرار تقويض هذه الصناعة، وفقا لما أعلنه المجلس. وقد قررت الجماعة الاقتصادية لدول غرب أفريقيا إجراء دراسة إقليمية عن الاتجار غير المشروع بالماس.

#### الأفعال
وقرر المجلس حظر الاستيراد المباشر أو غير المباشر لجميع أنواع الماس الخام من سيراليون إلى أراضيها لفترة أولية مدتها 18 شهرا. طلب إلى حكومة سيراليون، بمساعدة من المجتمع الدولي والمنظمات الدولية، أن تنشئ فورا نظاما لشهادة المنشأ. استبعد الماس الذي يخضع لسيطرة الحكومة من الحظر. سيجري استعراض التدابير بحلول 15 سبتمبر 2000 وكل ستة أشهر بعد ذلك.
وكان من المقرر أن تقوم اللجنة المنشأة بموجب القرار 1132 بجمع معلومات عن التدابير التي اتخذتها البلدان لتنفيذ حظر استيراد الماس، وانتهاكات التحقيق، وتقديم توصيات بشأن تحسين نظام الجزاءات. وصدرت تعليمات إلى جميع البلدان والمنظمات بالإنفاذ الصارم للتدابير. وطلب إلى اللجنة أيضا أن تتعاون مع اللجان المماثلة المنشأة بموجب القرار 985 (1995) بشأن ليبريا والقرار 864 (1993) بشأن أنغولا. وفي الوقت نفسه، طلب إلى اللجنة أيضا أن تجري جلسة استماع استكشافية في مدينة نيويورك بحلول 31 يوليو 2000 لتقييم دور الماس في الحرب الأهلية في سيراليون.
وأخيرا، رحب المجلس بالجهود التي يبذلها بعض عناصر صناعة الماس لعدم تجارة الماس في مناطق النزاع، وشدد على الحاجة إلى بسط سلطة الحكومة في المناطق التي تنتج الماس من أجل التوصل إلى حل دائم للاستغلال غير القانوني للماس.

### فيما يتعلق بحظر توريد الأسلحة

#### الملاحظات
وشدد القرار على أنه من المهم أن تنفذ التدابير المتعلقة بحظر توريد الأسلحة في القرار 1171 تنفيذا فعالا مع امتثال جميع الدول. وقد اعتمدت الجماعة الاقتصادية لدول غرب أفريقيا وقفا اختياريا مفروضا على استيراد الأسلحة الخفيفة وتصديرها وتصنيعها في غرب أفريقيا.

#### الأفعال
وجرى تذكير جميع البلدان بالتزاماتها بموجب الحظر، وطلب إليها أن تبلغ لجنة مجلس الأمن بالانتهاكات. وطلب إلى الأمين العام كوفي عنان أن ينشئ فريقا لا يضم أكثر من خمسة أعضاء لمدة أربعة أشهر للتحقيق في انتهاكات التدابير المفروضة بموجب القرار 1171 (كان حظر السفر نافذا أيضا)، وأن يقدم توصيات بشأن فعالية المراقبة الجوية لغرض الكشف عن رحلات جوية يشتبه في أنها تحمل أسلحة وأعتدة ذات صلة بها في انتهاك للقرارات. وطلب منها أيضا التحقيق في الصلات القائمة بين قطاع الماس وتجارة الأسلحة.
واختتم القرار بتوجيه اللجنة إلى تحسين الاتصالات مع الجماعة الاقتصادية لدول غرب أفريقيا، ومنظمة الوحدة الأفريقية، والمنظمات الدولية مثل المنظمة الدولية للشرطة الجنائية (الإنتربول) بهدف التعريف بالنتائج التي توصلت إليها عن طريق وسائط الإعلام المناسبة.

## وصلات خارجية
- Text of the Resolution at undocs.org